# فرناندو كوريا (دراج)
فرناندو كوريا (بالإسبانية: Fernando Correa) هو دراج فنزويلي، ولد في 10 فبراير 1961.

## وصلات خارجية
- فرناندو كوريا على موقع إحصائيات الدراجات الإحترافية (الإنجليزية)
- فرناندو كوريا على موقع أوليمبيديا (الإنجليزية)